# 美洲李
美洲李，也叫美國李，是薔薇科李屬落葉灌木或喬木。美洲李是北美李組中分佈最廣的物種，分佈於加拿大南部和美國大部分地區。